# 田井友季子
田井 友季子（たい ゆきこ、1923年〈大正12年〉 - ）は、歴史家。
横浜市生まれ。本名・田井ふみ子。旧姓・小林。江戸研究者の田井真孫は夫、劇作家・田井洋子は義妹。常盤松高等女学校卒。劇作家・岡田八千代に師事。1951年日本新聞協会のラジオドラマに当選。1965年『婦人公論』に「岡田八千代伝」当選。1975年、家の隣に統一教会ができ、のち入信した。

## 著書
- 『江戸女百花譜 女の研究・江戸編』櫂書房 1978
- 『人物日本の歴史 3 聖武天皇と奈良の大仏』学習研究社 カラー版学習よみもの 1984
- 『幕末・明治女の事件簿 近代日本を駆け抜けた女たち』東京法経学院出版 ライトブックス・おもしろ情報百科 1987
- 『食卓のなぜ学ストーリー 1　着想江戸時代の大ハヤリ食』農山漁村文化協会 1989
- 『運命に燃えた十六人の女たち 聖書人物小伝』光言社 1990
- 『食卓のなぜ学ストーリー 8　折々のグルメの歌』農山漁村文化協会 1991
- 『対馬物語 日韓善隣外交に尽力した雨森芳洲』光言社 1991
- 『神の代辯者』世界日報社 1995（文鮮明伝）
- 『運命に燃えた16人の女たち 聖書人物小伝』光言社文庫 1997
- 『御母堂物語 歴史を創った偉人の母17人』光言社 1998

共著
- 『日本の女性史 6 幕末・明治編　明治女百花譜』綾部伴子共著 櫂書房 1979